# Plaques de matrícula del Regne Unit
Les plaques de matrícula dels vehicles del Regne Unit segueixen diferents sistemes segons el territori. Un s'aplica a la Gran Bretanya (Anglaterra, Escòcia i Gal·les), i l'altre a Irlanda del Nord. Tots dos sistemes són administrats per la Driver and Vehicle Licensing Agency amb seu a Swansea, Gal·les.
A més a mé les dependències de la Corona, que inclouen l'illa de Man i les illes del Canal, així com els territoris britànics d'ultramar, com Gibraltar,les illes Malvines o les Bermudes tenen també els seus propis sistemes de matriculació.

## Gran Bretanya
Les plaques de matrícula dels vehicles de la Gran Bretanya (Anglaterra, Escòcia i Gal·les) utilitzen un sistema adoptat per la Driver and Vehicle Licensing Agency (DVLA) a partir del setembre de 2001 i format per dues lletres seguides de dues xifres i tres lletres més, on les dues primeres lletres indiquen el codi geogràfic on està matriculat el vehicle, les dues xifres indiquen el període de matriculació i les tres lletres restant són aleatòries (per exemple, AB12 ABC).
Com a país membre de la Unió Europea, va adoptar l'eurobanda blava al costat esquerre amb les estrelles en cercle de la UE i el codi internacional del país, GB, si bé, aquesta no és obligatòria per circular per l'interior del Regne Unit. Els caràcters són de color negre sobre un fons reflectant blanc a la matrícula davantera i sobre fons groc a la del darrere.
Fins al 1975, les motocicletes havien de mostrar una placa frontal, coneguda col·loquialment com a "talladora per a vianants" a la part superior del parafang frontal, corbada per seguir el contorn de la roda, i visible des dels costats. Les motocicletes registrades després de l'1 de setembre del 2001 poden només mostrar una placa de matrícula posterior la qual ha de ser a dues línies, mentre que les motocicletes registrades abans d'aquesta data poden seguir mostrant la placa frontal si es vol.

### Tipografia

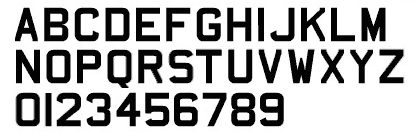
Tipografia "Mandatory" o "Charles Wright 2001".

La tipografia utilitzada és coneguda com a Mandatory o "Charles Wright 2001", una versió actualitzada de la font estàndard anterior dissenyada per Charles Wright diverses dècades abans, el 1935. Els motius per la seva adopció anaren des que és un tipus de lletra més fàcilment reconeguda pel programari OCR (reconeixement òptic de caràcters) fins que aquests caràcters serien més fàcils de llegir per testimonis d'accidents i crims.
Els canvis més significatius que es feren a la tipografia foren:
- El tipus de lletra es va condensar per permetre que els 7 dígits de la combinació més l'eurofranja cabessin dins la placa.
- El nou disseny es va fer substancialment més audaç.
- Es va afegir un serif a les lletres B i D per no confondre-les amb el nombre 8 i la lletra O, respectivament.
- Els vèrtexs centrals de la M i W s'han truncat, fent-los plans.

### Mides

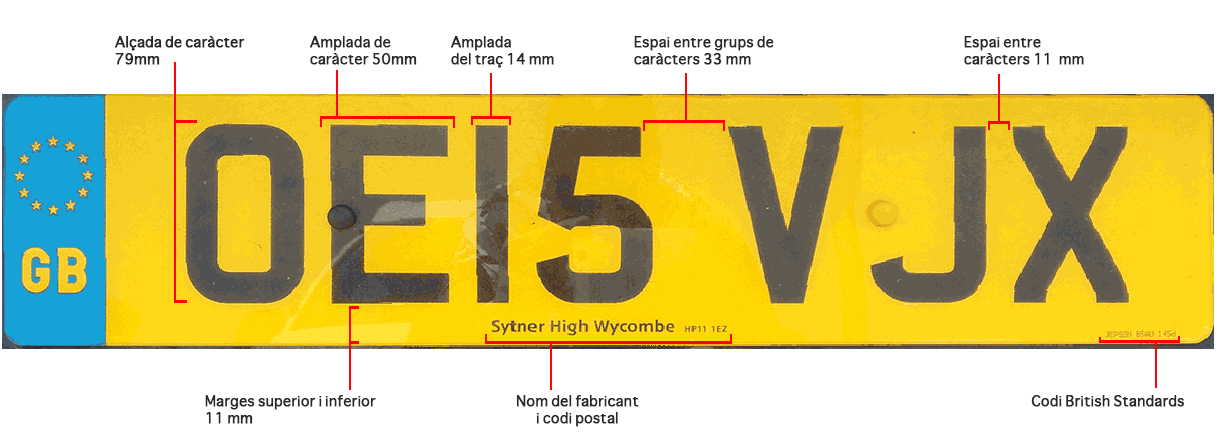
Mides dels caràcters.

Les mides de les plaques, tant al davant com al darrere, són similars a la resta de plaques de la UE, 520mm × 111mm (rectangular); però al darrere es pot optar per dues mesures: 533mm × 152mm (rectangular més gran) o 285mm × 203mm (quadrada en dues línies). El material del que estan fetes així com les mides dels caràcters de la matrícula, estan definits a la norma britànica BS AU145d, són:
- Els caràcters han de tenir una alçada de 79 mm i una amplada de 50 mm, excepte el nombre 1 i la lletra I que han de ser de 14 mm d'ample.
- El traç de cada caràcter ha de ser de 14 mm d'amplada.
- L'espai entre caràcters ha de ser d'11 mm.
- L'espai entre els dos grups de caràcters ha de ser de 33 mm.
- Els marges a la part superior, inferior i lateral de la placa ha de ser d'11 mm.
- L'espai entre línies verticals en matrícules quadrades ha de ser de 19 mm.

Les mides de les plaques de motocicleta són 228mm x 178mm, tot i que aquesta mida es pot canviar sempre i quan no es modifiquin els caràcters que s'hi mostren.

### Eurofranja
Algunes plaques britàniques són conformes amb la directiva de la Unió Europea de 1998 que proposa un cartutx blau a l'extrem esquerra, incloent el codi de país i les estrelles de la bandera europea. No obstant això, aquest cartutx, anomenat "eurofranja", no és obligatori al Regne Unit. De fet, la regulació sobre l'eurofranja només afecta els estats que han ratificat la Convenció de Viena de 1968, del qual el Regne Unit no n'és membre. Tot i això, el país ha signat la Convenció de Ginebra de 1949, que obliga els propietaris a col·locar un oval amb el codi de país a la part posterior del vehicle quan viatgen a l'estranger.
L'"eurofranja" ha de ser d'una alçada mínima de 98mm i una amplada d'entre 40 i 50mm, amb fons reflectant de color blau i dotze estrelles reflectants de color groc i mostrar el codi del país (GB) en color blanc o groc reflectant.
Un cop finalitzat el Brexit, i el Regne Unit ja no sigui un estat membre de la Unió Europea, la resta de països de la UE ja no estan obligats a acceptar les "euromatrícules" del Regne Unit, ja que el reglament només exigeix que els estats membres acceptin el disseny estàndard com a signe distintiu. Tot i això, actualment el Regne Unit es troba en un període anomenat de transició fins al 31 de desembre de 2020, com a mínim, durant el qual es considera un país de la UE. Finalitzat el període les plaques hauran de ser substituïdes per una placa numèrica que inclogui el signe GB sense la bandera de la UE per ser vàlida com a identificador nacional. [23]

#### Emblemes nacionals
Els propietaris de vehicles registrats a la Gran Bretanya que vulguin mantenir el format euromatrícula, però sense la bandera de la UE ni el codi UK, poden triar les plaques amb un dels emblemes nacionals més les lletres (codi ENG per a Anglaterra, SCO per a Escòcia, Wales o CYM per a Gal·les o GB per Gran Bretanya). Es pot utilitzar la redacció completa o l'abreviatura. Actualment, no es pot mostrar cap altra bandera a la placa. Aquesta normativa no es extensiva a Irlanda del Nord ja que no hi ha consens sobre un símbol nacional. Aquestes plaques estan permeses a tot el Regne Unit.
La Comissió Europea ha confirmat que, després del Brexit, els cotxes britànics amb plaques d'identificació amb el distintiu nacional incorporat no necessiten un signe separat quan condueixen en països de la UE que formin part de la Convenció sobre circulació vialde 1968.
| Model matrícula | Característiques                                             |
| --------------- | ------------------------------------------------------------ |
|                 | Model oficial per a Gal·les amb codi CYM.                    |
|                 | Model oficial per a Gal·les amb codi Cymru.                  |
|                 | Model oficial per a Gal·les amb codi Wales.                  |
|                 | Model oficial per a Anglaterra amb codi ENG.                 |
|                 | Model oficial per a Anglaterra amb codi England.             |
|                 | Model oficial per a la Gran Bretanya amb codi GB.            |
|                 | Model oficial per a la Gran Bretanya amb codi Great Britain. |
|                 | Model oficial britànic amb codi UK.                          |
|                 | Model oficial britànic amb codi United Kingdom.              |
|                 | Model oficial per a Escòcia amb codi SCO.                    |
|                 | Model oficial per a Escòcia amb codi Scotland.               |
|                 | Model oficial sense franja blava.                            |

Tots aquesta models poden anar sense la franja blava i mantenir els símbols.

### Codificació

Model de matrícula actual.

D'esquerra a dreta, la codificació consisteix en:
- Un codi d'àrea, formada per dues lletres que indiquen conjuntament l'oficina de registre local. Al desembre de 2013, totes les oficines locals van ser tancades,[17] però les lletres encara representen una regió. Les lletres I, Q i Z no s'utilitzen com a identificadors, tot i que la O encara es necessita per a Oxford, i la Z només es pot utilitzar com a lletra aleatòria.
  - La primera d'aquestes dues lletres és un caràcter mnemotècnic per al nom de la regió on es trobava l'oficina de registre. Es pretén fer que el registre sigui més mnemotècnic que un codi arbitrari.[18][19] Per exemple, la L s'utilitza com a primera lletra en totes les matriculacions emeses per Londres.
- Un identificador d'edat de dos dígits, que canvia dues vegades a l'any, al març i al setembre. El codi correspon als dos últims dígits de l'any si es matricula entre març i agost (per exemple, "08" per a les matriculacions emeses entre l'1 de març i el 31 d'agost de 2008), o bé se n'hi s'afegeixen 50 si es matricula entre setembre i febrer de l'any següent (per exemple, "58" per a les matriculacions emeses entre l'1 de setembre de 2008 i el 28 de febrer de 2009).[1]
- Una seqüència de tres lletres aleatòria que distingeix de manera exclusiva cadascun dels vehicles matriculats. Les lletres I i Q queden excloses, així com també les combinacions que poden semblar ofensives (incloses les de llengües estrangeres).

Aquest esquema presenta tres avantatges particulars:
- El comprador d'un vehicle de segona mà pot, en teoria, determinar l'any del primer registre del vehicle sense haver de buscar-lo. Tanmateix, a un vehicle es pot mostrar una placa indicadora on l'identificador d'edat sigui més antic (però no més recent) que el vehicle. L'àmplia consciència de com funciona l'“identificador d'edat” ha fet que s'utilitzés en publicitat dels salons d'automòbils usats en lloc de simplement declarar un any.
- En el cas d'una investigació policial sobre un accident o un delicte relacionat amb un vehicle, els testimonis generalment recorden els caràcters inicials del codi d'àrea; aleshores és força senzill restringir vehicles sospitosos a un nombre molt menor restringint la consulta als vehicles de la regió.
- Aquest sistema pot acollir fins a 12,6 milions de registres nous cada any. Es creu que funcionarà sense problemes fins almenys el 2049, quan es pot simplement invertir.[20]

| Primera lletra del codi d'àrea | Àrea (i caràcter mnemotècnic) | Àrea postal | Codi d'àrea complet(segons DVLA) |
| ------------------------------ | ----------------------------- | --- | --- |
| A                              | Anglia                        | Peterborough | AA, AB, AC, AD, AE, AF, AG, AJ, AK, AM, AN |
| A                              | Anglia                        | Norwich | AO, AP, AR, AS, AT, AU |
| A                              | Anglia                        | Ipswich | AV, AW, AX, AY |
| B                              | Birmingham                    | Birmingham | BA, BB, BC, BD, BE, BF, BG, BH, BJ, BK, BL, BM, BN, BO, BP, BR, BS, BT, BU, BV, BW, BX                                                                    |
| C                              | Cymru                         | Cardiff | CA, CB, CC, CD, CE, CF, CG, CH, CJ, CK, CL, CM, CN, CO |
| C                              | Cymru                         | Swansea | CP, CR, CS, CT, CU, CV |
| C                              | Cymru                         | Bangor | CW, CX, CY |
| D                              | Deeside                       | Chester | DA, DB, DC, DD, DE, DF, DG, DH, DJ, D1 |
| D                              | Deeside                       | Shrewsbury | DL, DM, DN, DO, DP, DS, DT, DU, DV, DW, DX, DY |
| E                              | Essex                         | Chelmsford | EA, EB, EC, EE, EF, EG, EJ, EK, EL, EM, EN, EO, EP, ER, ES, ET, EU, EV, EW, EX, EY                                                                        |
| F                              | Forest and Fens               | Nottingham | FA, FB, FC, FD, FE, FF, FG, FH, FJ, FK, FL, FM, FN, FP |
| F                              | Forest and Fens               | prohibida | FO, FU |
| F                              | Forest and Fens               | Lincoln | FR, FS, FT, FV, FW, FX, FY |
| G                              | Garden of England             | Maidstone | GA, GB, GC, GD, GE, GF, GG, GH, GJ, GK, GL, GM, GN |
| G                              | Garden of England             | Brighton | GP, GR, GS, GT, GU, GV, GW, GX, GY |
| H                              | Hampshire and Dorset          | Bournemouth | HA, HB, HC, HD, HE, HF, HG, HH, HJ |
| H                              | Hampshire and Dorset          | Portsmouth | HK, HL, HM, HN, HP, HR, HS, HT, HU, HV, HX, HY |
| H                              | Hampshire and Dorset          | reservada per l'Illa de Wight | HW |
| K                              | No àrea mnemotènica           | Borehamwood (antigament Luton) | KA, KB, KC, KD, KE, KF, KG, KH, KJ, KK, KL |
| K                              | No àrea mnemotènica           | Northampton | KM, KN, KO, KP, KR, KS, KT, KU, KV, KW, KX, KY |
| L                              | London                        | Wimbledon | LA, LB, LC, LD, LE, LF, LG, LH, LJ |
| L                              | London                        | Borehamwood (antigament Stanmore) | LK, LL, LM, LN, LO, LP, LR, LS, LT |
| L                              | London                        | Sidcup | LU, LV, LW, LX, LY |
| M                              | Manchester and Merseyside     | Manchester | MA, MB, MC, MD, ME, MF, MG, MH, MJ, MK, ML, MM, MP, MT, MU, MV, MW, MX                                                                                    |
| M                              | Manchester and Merseyside     | reservat per a l'Illa de Man | MN |
| N                              | North                         | Newcastle | NA, NB, NC, ND, NE, NF, NG, NH, NJ, NK, NL, NM, NN, NO |
| N                              | North                         | Stockton | NP, NR, NS, NT, NU, NV, NW, NX, NY |
| O                              | Oxford                        | Oxford | OA, OB, OC, OD, OE, OF, OG, OH, OJ, OL, OM, OO, OP, OT, OU, OV, OW, OX, OY                                                                                |
| P                              | Preston                       | Preston | PA, PB, PC, PD, PE, PF, PG, PH, PJ, PK, PL, PM, PN, PO, PP, PR, PS, PT                                                                                    |
| P                              | Preston                       | Carlisle | PU, PV, PW, PX, PY |
| R                              | Reading                       | Reading | RA, RB, RC, RD, RE, RF, RG, RH, RJ, RK, RL, RM, RN, RO, RP, RR, RS, RT, RV, RW, RX, RY                                                                    |
| S                              | Scotland                      | Glasgow | SA, SB, SC, SD, SE, SF, SG, SH, SJ |
| S                              | Scotland                      | Edinburgh | SK, SL, SM, SN, SO |
| S                              | Scotland                      | Dundee | SP, SR, SS, ST |
| S                              | Scotland                      | Aberdeen | SV, SW |
| S                              | Scotland                      | Inverness | SX, SY |
| V                              | Severn Valley                 | Worcester | VA, VB, VC, VE, VF, VG, VH, VJ, VK, VL, VM, VN, VO, VP, VR, VS, VT, VU, VV, VX, VY                                                                        |
| W                              | West of England               | Exeter | WA, WB, WD, WE, WF, WG, WH, WJ |
| W                              | West of England               | Truro | WK, WL |
| W                              | West of England               | Bristol | WM, WN, WO, WP, WR, WS, WT, WU, WV, WW, WX, WY |
| X                              | Personal eXport               | Beverley, Birmingham, Bristol, Chelmsford, Glasgow, Leeds, Lincoln, Maidstone, Manchester, Northampton, Norwich, Oxford, Stockton, Wimbledon | A (emissió març/setembre) B (emissió abril/octubre) C (emissió maig/novembre) D (emissió juny/desembre) E (emissió juliol/gener) F (emissió agost/febrer) |
| Y                              | Yorkshire                     | Leeds | YA, YB, YC, YD, YE, YF, YG, YH, YJ, YK, YL |
| Y                              | Yorkshire                     | Sheffield | YM, YN, YO, YP, YR, YS, YT, YU, YV |
| Y                              | Yorkshire                     | Beverley | YW, YX, YY |

## Irlanda del Nord

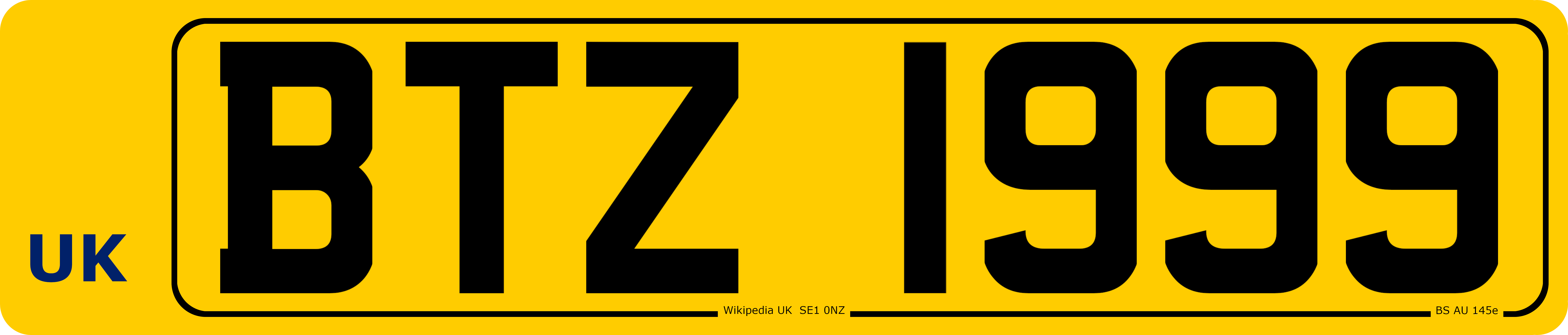
Model de matrícula d'Irlanda del Nord. Qualsevol altre codi que no sigui UK al lateral, inclosos els codis "NI" o "IRL", no són oficials.

Les plaques de matriculació de vehicles a Irlanda del Nord utilitzen una versió modificada del sistema nacional iniciada per a tot el Regne Unit de la Gran Bretanya i Irlanda el 1903. El sistema segueix un codi de tres lletres, les dues primeres per indicar el comtat o ciutat, mentre que la tercera (una I o una Z) representa a Irlanda del Nord, seguides una combinació de quatre xifres (per exemple, ABZ 1234). Les plaques davanteres són de fons blanc i les del darrere de fons groc igual que les utilitzades a la Gran Bretanya.
Es tracta del format existent a la Gran Bretanya anterior al 1972, i que a Irlanda del Nord no es va modificar.

### Administració
Els comtats administratius d'Irlanda del Nord van ser abolits per l'Acta de Govern Local (Irlanda del Nord) de 1972, i la seva responsabilitat per emetre registres va ser transferida al Ministeri de l'Interior a Irlanda del Nord, i posteriorment al Departament de Medi Ambient. L'antiga secció de vehicles a la seu de comtat es va convertir en una "oficina local" de l'agència departamental pertinent, anomenada Driver and Vehicle Licensing Northern Ireland i posteriorment Driver and Vehicle Agency (DVA) a Coleraine.
Des del 21 de juliol de 2014, el registre de vehicles a Irlanda del Nord va passar a ser responsabilitat de la Driver and Vehicle Licensing Agency (DVLA) a Swansea, que també gestiona el sistema utilitzat a la Gran Bretanya.

### Codificació
Llistat en ordre alfabètic dels codis corresponents a comtats o ciutats:
| Codi | Comtat / Ciutat | Codi | Comtat / Ciutat | Codi | Comtat / Ciutat                                                                |
| ---- | --------------- | ---- | --------------- | ---- | ------------------------------------------------------------------------------ |
| AZ   | Belfast         | IL   | Fermanagh       | SZ   | Down                                                                           |
| BZ   | Down            | IW   | Comtat de Derry | TZ   | Belfast                                                                        |
| CZ   | Belfast         | JI   | Tyrone          | UI   | Derry                                                                          |
| DZ   | Antrim          | JZ   | Down            | UZ   | Belfast                                                                        |
| EZ   | Belfast         | KZ   | Antrim          | VZ   | Tyrone                                                                         |
| FZ   | Belfast         | LZ   | Armagh          | WZ   | Belfast                                                                        |
| GZ   | Belfast         | MZ   | Belfast         | XI   | Belfast                                                                        |
| HZ   | Tyrone          | NZ   | Comtat de Derry | XZ   | Armagh                                                                         |
| IA   | Antrim          | OI   | Belfast         | YZ   | Comtat de Londonderry                                                          |
| IB   | Armagh          | OZ   | Belfast         | QNI  | Kit cars                                                                       |
| IG   | Fermanagh       | PZ   | Belfast         | LTZ  | Autobusos fabricats a Irlanda del Nord per l'organisme de transport londinenc. |
| IJ   | Down            | RZ   | Antrim          |      |                                                                                |

## Territoris Britànics d'Ultramar

### Gibraltar

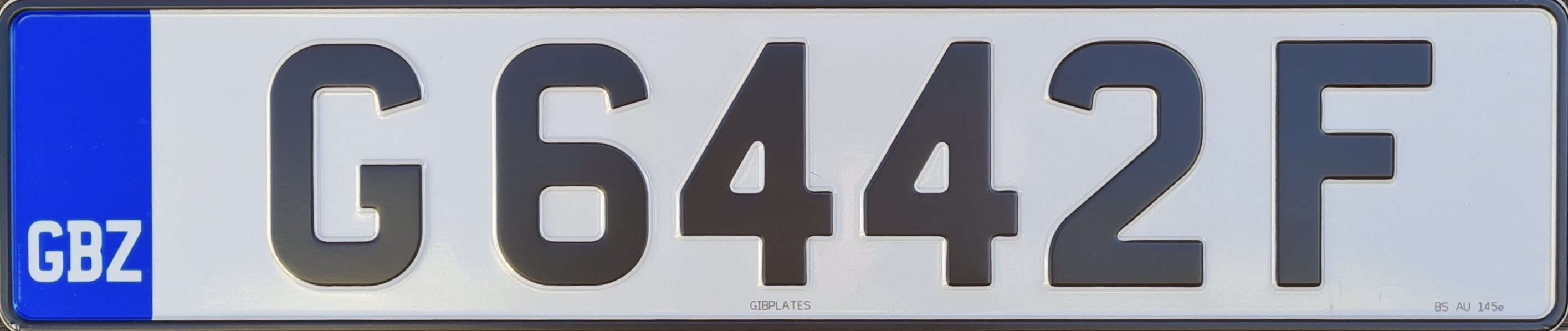
Model actual de Gibraltar

Gibraltar utilitza un sistema que consisteix a afegir al codi G una combinació de quatre xifres seguides d'una lletra (per exemple, G 1234A). Poden incorporar l'eurofranja a l'esquerra amb l'identificador territorial GBZ (Gran Bretanya i Irlanda del Nord - Gibraltar). Les plaques davanteres són de fons blanc i les del darrere de fons groc igual que les utilitzades a la Gran Bretanya.

### Illes Malvines

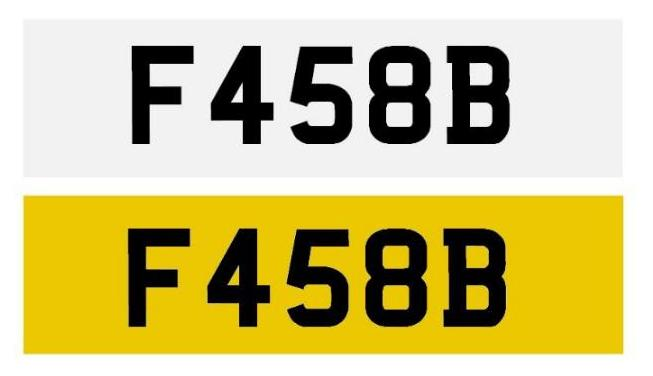
Model de matrícules de la illes Malvines (davant i darrera)

A les Illes Malvines, s'utilitza un sistema que consisteix en afegir al codi Funa combinació seqüencial d'una a tres xifres més una lletra addicional (per exemple, F 123A). Les plaques davanteres són de fons blanc i les del darrere de fons groc igual que les utilitzades a la Gran Bretanya.

### Bermudes

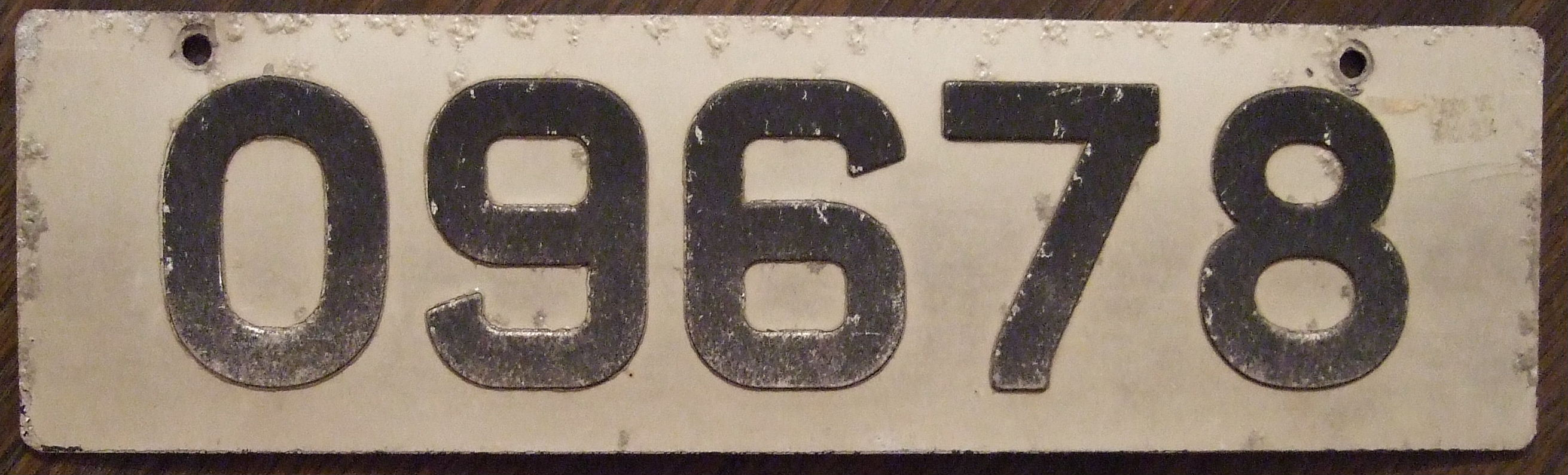
Model de matrícula de Bermudes

Des de 1975, les matrícules de Bermudes utilitzen un sistema format exclusivament per cinc xifres (per exemple, 12345). Els caràcters són negres i el fons és blanc (tant frontals com posteriors), la mida també és similar a les plaques del Regne Unit. Els vehicles no privats tenen matrícules amb dues lletres precedents seguides de tres números.

### Illa de Man

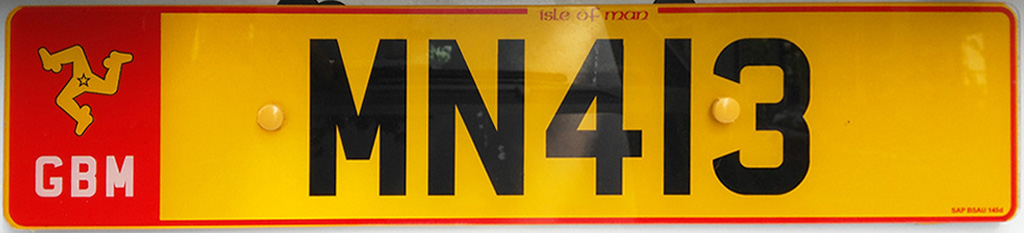
Model de matricula de l'illa de Man

La dependència de la corona britànica de l'illa de Man permet utilitzar pel registre de matrícules un sistema bastant curiós, que consisteix en incorporar el codi MN, MAN o MANX seguit o precedit d'una a quatre xifres. Des del 23 d'abril de 2004, es pot afegir al costat esquerre la bandera de l'illa i el codi d'identificació inteterritorial GBM (Gran Bretanya i Irlanda del Nord - Illa de Man). Les plaques davanteres són de fons blanc i les del darrere de fons groc igual que les utilitzades a la Gran Bretanya.
Actualment els diferents formats vàlids són els següent:
|    | Format         | Exemple   | Notes |
| -- | -------------- | --------- | --- |
| 1  | MN-(1-9999)    | MN-543    | Codi MN més d'1 a 4 xifres.                                                                                             |
| 2  | MAN-(1-9999)   | MAN-8947  | Codi MAN més d'1 a 4 xifres.                                                                                            |
| 3  | MAN-(1-999)-X  | MAN-23-T  | Codi MAN més d'1 a 3 xifres més lletra addicional (excepte I, O, Q, S, Z)                                               |
| 4  | xMN-(1-999)    | JMN-129   | Lletra addicional (excepte A, I, Q, S, Z) més codi MN més d'1 a 3 xifres.                                               |
| 5  | xMN-(1-999)-y  | GMN-423-K | Lletra addicional (excepte A, I, Q, S, Z) més codi MN més d'1 a 3 xifres més lletra addicional (excepte I, o, Q, S, Z). |
| 6  | (1-999)-xMN    | 582-PMN   | D'1 a 3 xifres més lletra addicional (excepte A, I, Q, S, Z) més codi MN.                                               |
| 7  | (1-9999)-MN    | 39-MN     | D'1 a 4 xifres més codi MN.                                                                                             |
| 8  | (1-9999)-MAN   | 284-MAN   | D'1 a 4 xifres més codi MAN.                                                                                            |
| 9  | X-(1-9999)-MAN | F-3-MAN   | Lletra addicional (excepte I, Q, S, Z) més d'1 a 4 xifres més codi MAN.                                                 |
| 10 | MANX-(1-999)   | MANX-471  | Codi MANX més d'1 a 3 xifres.                                                                                           |
| 11 | (1-999)-MANX   | 471-MANX  | D'1 a 3 xifres més codi MANX.                                                                                           |

## Illes del Canal

### Jersey

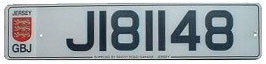
Model davanter de matrícula de Jersey.

La dependència de Jersey utilitza un sistema que consisteix en afegir a la lletra J una combinació d'una a sis xifres (per exemple, J 123456). Poden incorporar una franja blanca a l'esquerra amb l'escut d'armes de Jersey i l'identificador territorial GBJ (Gran Bretanya i Irlanda del Nord - Jersey).
Les mides dels caràcters han de ser: alçada de 89 mm, amplada de 64 mm (excepte l'1 i la I), espai entre caràcters de 13 mm, espai entre línies de 19 mm (matrícules quadrades). Les mides són diferents de les de la Gran Bretanya.

### Guernsey

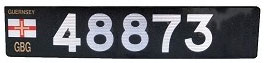
Model de matrícula negre de Guernsey

La dependència de Guernsey utilitza un sistema que consisteix en una combinació de fins a cinc xifres, sense cap lletra (per exemple, 12345). Poden incorporar a l'esquerra la bandera de l'illa i la identificació territorial GBG (Gran Bretanya i Irlanda del Nord - Guernsey). Les plaques tant poden ser de color negre amb caràcters platejats (estil Gran Bretanya pre-1973) com de fons blanc/groc amb caràcters negres com a la Gran Bretanya.

### Alderney
La dependència Alderney utilitza un sistema que consisteix en el prefix AY seguit d'un espai i de fins a quatre xifres (per exemple, AY 1234). Les plaques tant poden ser de color negre amb caràcters platejats (estil Gran Bretanya pre-1973) com de fons blanc/groc amb caràcters negres com a la Gran Bretanya.

### Sark i Herm
Les dependències de Sark i Herm prohibeixen els vehicles a motor per les seves carreteres, a excepció dels tractors.

## Altres tipus

### Zero emissions
A partir del 8 de desembre de 2020, els vehicles amb un valor d'emissions zero poden mostrar una franja vertical verda a la part esquerra de la placa de matrícula, on normalment hi hauria l'identificador del país. Això és opcional i pot afegir-s'hi igualment el distintiu nacional existents.
Les especificacions del verd són: Pantone 7481C, RGB 0 183 79 o #00B74F

### Diplomàtiques
Des de 1979, s'emeten plaques diplomàtiques que consten de tres xifres (que representen el codi de l'ambaixada diplomàtica), la lletra D (diplomàtica) o X (personal acreditat) i tres xifres de sèrie (101 a 399 per als diplomàtics, 400 a 699 per al personal no diplomàtic i 700 a 999 per al personal consular). La tipografia de les plaques diplomàtiques és un tipus de lletra una mica més estret i distintiu en comparació amb la de les plaques normals del Regne Unit, però els colors i la mida segueixen sent els mateixos. Algunes plaques diplomàtiques també existeixen a la sèrie normal, com USA 1, CAN 1, etc. Aquestes poden incloure les lletres I, Q i Z, i gairebé sempre tenen un únic 1 com a numeral.

### Casa Reial
Els vehicles utilitzats pel monarca regnant per a esdeveniments oficials, que (a partir del 2017) són tots ells de la marca Rolls-Royce o Bentley construïts amb especificacions especials, no porten matrícules. Els vehicles particulars dels menbres de la casa reial si que porten matrícula.

### Comercials
Les plaques comercials utilitzen la mateixa font que la resta de plaques, però són de color vermell sobre un fons blanc. El 2015, es va introduir un nou sistema amb un format exclusiu de cinc xifres (zero inicial utilitzat per sota de 1000) en vermell sobre un fons blanc, amb una autenticació de la Driver and Vehicle Licensing Agency (DVLA) a la dreta de la placa. Aquest codi s'emet centralitzat i no hi ha cap indicador regional. El seu ús està restringit per llei.
Anteriorment al 2015 portaven tres xifres a partir del 001, i després un codi d'àrea de dues lletres de l'Oficina de registre de vehicles (DVLA) com en les plaques anteriors al setembre de 2001. Les plaques comercials s'usen per vehicles que actualment no estan gravats i són utilitzades per distribuïdors i fabricants. Aquestes plaques es poden moure d'un vehicle a un altre, per això sovint es mostren al parabrisa o es pengen del vehicle en lloc de fixar-se permanentment.